# Grand Prix Francji 1929
Grand Prix Francji 1929 (oryg. XXIII Grand Prix de l'Automobile Club de France) – jeden z wyścigów Grand Prix rozegranych w 1929, a trzeci spośród tzw. Grandes Épreuves.

## Lista startowa
| Nr | Kierowca                | Zespół                     | Samochód     | Silnik          |   |
| -- | ----------------------- | -------------------------- | ------------ | --------------- | - |
| 2  | Raoul de Rovin          | prywatny                   | Bugatti T35C | Bugatti 2.0 S-8 | ? |
| 4  | Jean Chassagne          | prywatny                   | Ballot RH2   | Ballot 3.0 S-8  | ? |
| 6  | Robert Gauthier         | prywatny                   | Bugatti T35C | Bugatti 2.0 S-8 | ? |
| 8  | Besaucele               | prywatny                   | Ballot 2LS   | Ballot 2.0 S-4  | ? |
| 10 | Robert Sénéchal         | prywatny                   | Bugatti T35B | Bugatti 2.3 S-8 | ? |
| 12 | Albert Divo             | Automobiles Ettore Bugatti | Bugatti T35B | Bugatti 2.3 S-8 | ? |
| 16 | Georges Philippe        | prywatny                   | Bugatti T44  | Bugatti 3.0 S-8 | ? |
| 28 | Andre Boillot           | SA des Automobiles Peugeot | Peugeot 174S | Peugeot 4.0 S-4 | ? |
| 30 | Caberto Conelli         | Automobiles Ettore Bugatti | Bugatti T35B | Bugatti 2.3 S-8 | ? |
| 34 | Guy Bouriat             | SA des Automobiles Peugeot | Peugeot 174S | Peugeot 4.0 S-4 | ? |
| 36 | William Grover-Williams | Automobiles Ettore Bugatti | Bugatti T35B | Bugatti 2.3 S-8 | ? |
| Nr | Kierowca                | Zespół                     | Samochód     | Silnik          |   |

## Wyniki

### Wyścig

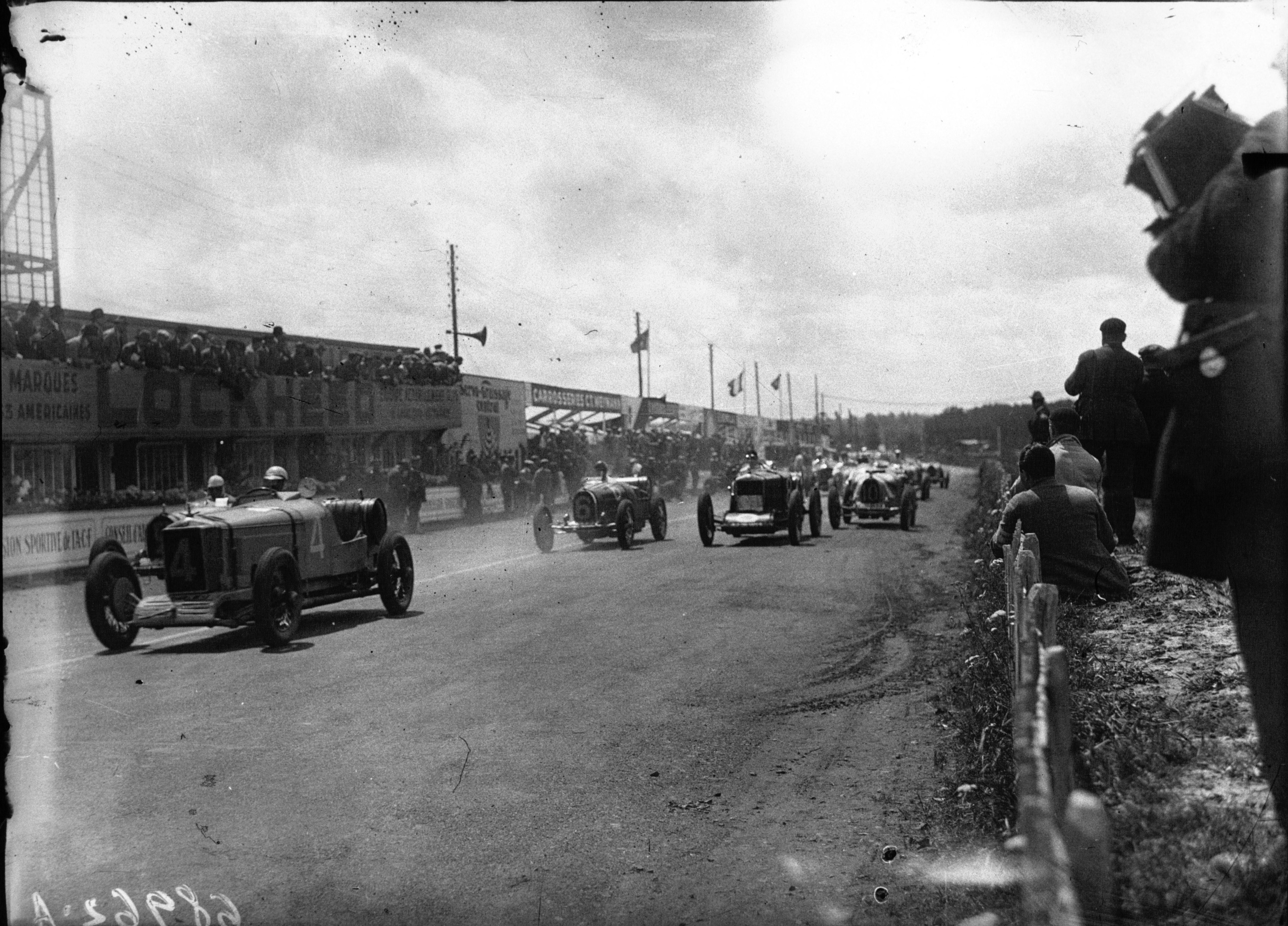
Start wyścigu

Źródło: kolumbus.fi
| P                 | + / –     | Nr | Kierowca                | Konstruktor | Okr. | Czas / Strata      | Komentarz |
| ----------------- | --------- | -- | ----------------------- | ----------- | ---- | ------------------ | --------- |
| 1                 | 10        | 36 | William Grover-Williams | Bugatti     | 37   | 4h33:01,2          |           |
| 2                 | 6         | 28 | Andre Boillot           | Peugeot     | 37   | +1:18,8            |           |
| 3                 | 6         | 30 | Caberto Conelli         | Bugatti     | 37   | +1:26,8            |           |
| 4                 | 2         | 12 | Albert Divo             | Bugatti     | 37   | +8:26,2            |           |
| 5                 | Bez zmian | 10 | Robert Sénéchal         | Bugatti     | 37   | +0:25:26,6         |           |
| 6                 | 3         | 6  | Robert Gauthier         | Bugatti     | 37   | +0:45:37,2         |           |
| Niesklasyfikowani |           |    |                         |             |      |                    |           |
|                   |           | 8  | Besaucele               | Ballot      | 33   | Nie sklasyfikowany |           |
|                   |           | 34 | Guy Bouriat             | Peugeot     | 32   | Nie sklasyfikowany |           |
|                   |           | 16 | Georges Philippe        | Bugatti     | 28   | Awaria mechaniczna |           |
|                   |           | 2  | Raoul de Rovin          | Bugatti     | 15   | Silnik             |           |
|                   |           | 4  | Jean Chassagne          | Ballot      | 3    | Awaria mechaniczna |           |
| P                 | + / –     | Nr | Kierowca                | Konstruktor | Okr. | Czas / Strata      | Komentarz |

### Najszybsze okrążenie
Źródło: teamdan.com
| Nr | Kierowca                | Konstruktor | Czas   | Okr. |
| -- | ----------------------- | ----------- | ------ | ---- |
| 36 | William Grover-Williams | Bugatti     | 7:01,0 | 6    |